# Union Star
Union Star è un comune degli Stati Uniti d'America, situato nello Stato del Missouri, nella contea di DeKalb.